# José Antonio García Rodriguez
José Antonio García Rodríguez, (México, D.F., 3 de marzo de 1962) es un empresario mexicano y directivo de fútbol en México, hijo de David García y Josefina Rodríguez, ambos de origen español, concretamente de la región de Asturias. Egresado de la ESCA, actualmente es Presidente del equipo FC Politécnico de la Segunda División de México.

## Empresario

### Garcis
|  |  |

En 1979,a los 17 años de edad se hizo cargo de la marca de artículos futbolísticos Garcis, misma que fundara su señor padre (David García) su primera planta maquiladora la instaló en la Col. Moctezuma, al oriente de la Ciudad de México. Patrocino a varios clubes de la Primera División de México durante los años ochentas y noventas, el club que más tiempo vistió la firma Garcis, fue el Atlante FC, de 1987 a 2008 y del 2011 al 2012
Dicha marca llegó a ser el proveedor oficial de la selección mexicana en el 1999, mismo año en el que el combinado mexicano ganó la Copa FIFA Confederaciones vistiendo la marca mexicana.
Uniforme Garcis-Selección México
| 1999 |

Durante el siglo XXI, la marca Garcis se enfocó más al equipo Atlante FC y al fútbol amateur. Aunque en el 2013 dejó de ser el proveedor oficial del club azulgrana.

### Joangaro
Posteriormente el emprendedor empresario, decidió invertir en plantas maquiladoras de calzado en la ciudad de León, para fabricar inicialmente calzado para la práctica de fútbol, pero después decidió entrar al mercado del calzado casual para caballeros, con la marca Joangaro.

## Directivo

### Atlante FC
En 1987 el DDF, decide poner a la venta el Atlante FC, después de quedar en penúltimo lugar de la tabla general y salvándose del descenso en las últimas 2 jornadas, varias empresas alzaron la mano para adquirir al tradicional equipo capitalino, sin embargo apareció en el escenario Toño García en sociedad con el empresario Juan Mata, y así poner en la mesa de negociaciones la mejor oferta, por lo que en ese momento iniciaba una nueva era en la historia de los potros de hierro.
Para la temporada 1987-88 el joven directivo decide contratar a Manuel Lapuente como Director Técnico y así iniciar la renovación del Atlante FC, el equipo tiene una temporada aceptable, al quedar en el 7o lugar de la tabla general, sin embargo no calificó a la liguilla por el título por estar en el "grupo de la muerte" y quedando abajo del Guadalajara y los Pumas de la UNAM.
Cabe mencionar que en esa temporada también adquirieron la franquicia del Neza, misma que terminaron vendiendo al término del torneo a la UAT, aceptando como parte del pago la franquicia recién descendida de los Correcaminos, dando paso al Potros Neza, equipo que seria filial del Atlante FC.
Para la temporada 1988-89 ya como Propietario único del Atlante FC, armó al equipo azulgrana con jugadores maduros y consagrados, además de darle la oportunidad de dirigir a Ricardo La Volpe. Los Potros de hierro tuvieron muy buena actuación, terminando en el 2o lugar de la tabla general, además la filial Potros Neza, logró coronarse Campeón de la Segunda División, consiguiendo su ascenso al máximo circuito. sin embargo las entradas al Estadio Azulgrana eran muy pobres. Esta situación se reflejaba en la economía del club, misma que llevó a García, a tomar una decisión tan polémica como históricamente negativa, para la temporada 1989-90 el empresario determina llevarse a jugar a los azulgranas al Estadio Corregidora de la ciudad de Queretaro. Además vendió la franquicia del recién ascendido Potros Neza a Veracruz, para dedicarse exclusivamente al Atlante FC.

#### Descenso y revancha
La mala decisión de sacar a los Potros de Hierro de la Ciudad de México trajo malas consecuencias para el joven directivo, las gradas lucían vacías en el Estadio Corregidora. los resultados en la cancha se vieron contagiados de dicha determinación, por lo que al finalizar la temporada 1989-90 el Atlante FC terminó descendiendo por segunda ocasión en su historia.
Para la campaña atlantista en la Segunda División, García decide regresar a los Potros a la Ciudad de México, concretamente al Estadio Azulgrana, la temporada de regreso al máximo circuito fue un éxito deportivo, ya que Atlante FC, que tomo como base de su plantel a exintegrantes del Potros Neza, mismos que lograron el campeonato de Segunda División 2 años antes, bueno pues lograrían repetir la hazaña ahora como atlantistas, tras derrotar al Pachuca, en histórico juegos realizado en el Estadio Cuauhtemoc de Puebla. El retorno del Atlante FC se consumaba.
En esa misma temporada, el Querétaro FC también fue propiedad de Toño García, el equipo queretano fue dirigido por Ricardo La Volpe.

#### Campeón
Una vez ascendido el Atlante FC, Toño García decide poner al timón de los potros, a Ricardo La Volpe, en su año de regreso al máximo circuito, los azulgranas lograron la inigualable hazaña de ser líderes generales de la temporada 1991-92. Sin embargo fueron eliminados en cuartos de final por Cruz Azul.
Para la temporada 1992-93 los Potros se tomaron revancha y a pesar de calificar a la fase final como el octavo sembrado, los atlantistas lograron coronarse campeones al vencer en la Gran Final al Monterrey, después de 46 años de sequía, los Potros de Hierro daban nuevamente la vuelta olímpica, José Antonio García se encumbraba en la cúpula de fútbol nacional y bajo su administración le daba una satisfacción a los fieles aficionados del Atlante FC.

#### Problemas fiscales
En 1996 Toño García tras tener serio problemas fiscales y por consecuencia no poder mantener económicamente al Atlante FC, decidió dejar la totalidad de las acciones del club a su socio y amigo, el empresario Alejandro Burillo Azcarraga, mismo que en ese momento era el dirigente más importante del fútbol mexicano.
José Antonio García desaparece del escenario futbolístico durante 2 años, hasta que en el verano de 1998 el Atlante FC anuncia que el polémico directivo toma el puesto de Presidente Ejecutivo.

#### Habilidad para reclutar jugadores
José Antonio García siempre se destacó por su visión para lograr contratar jugadores sin mucho cartel, pero que en el Atlante FC lograban destacar y cotizarse en el mercado, para posteriormente ser vendidos a un alto precio a otros clubes, dicha mecánica le generó muchas críticas al directivo, debido a que jamás se logró mantener un equipo sólido por un lapso largo de tiempo. Sin embargo lo poco mediático que es el club azulgrana orillaba al directivo a tener que mover sus activos para generar ingresos y sostener el club.

También se caracterizó por tener una visión singular para dar oportunidad a directores técnicos, que posteriormente se consagrarían y se ubicarían en la élite del fútbol mexicano. La lista de dichos elementos a los que proyecto Toño García es larga (Ricardo La Volpe, Miguel Herrera, José Guadalupe Cruz, Javier Aguirre etc etc).

#### Altibajos deportivos
Por otro lado, en el 2001, el Atlante FC sufrió su tercer descenso, mismo que no se hizo efectivo administrativamente hablando, debido a una polémica promoción que se creó previo a esa temporada, por lo que el descenso azulgrana solo fue estadístico, ya que permanecieron en el máximo circuito debido a dicha situación. Atlante en ese momento jugaba en el Estadio Azul como local, sin embargo en el 2002 se tomó la decisión de llevarse al equipo a jugar a Ciudad Nezahualcoyotl, en ese lugar se tuvo una aceptable comunión con la gente, pero debido a conflictos con el Gobierno estatal, regresó al Atlante FC al Estadio Azteca en el 2004.
En el 2007 a pesar de no ser una decisión que le agradara del todo a Toño García, el propietario del club Alejandro Burillo decide llevarse la franquicia a la ciudad de Cancún, atentando contra un historial de más de 90 años jugando en el área metropolitana del Valle de México. El arranque deportivo en el Caribe mexicano fue halagador, ya que los potros se coronarían campeones del Apertura 2007.
Año y medio más tarde (2009) el Atlante FC se coronaria en la Liga Campeones de CONCACAF, ganando con esto el derecho a jugar la Copa Mundial de Clubes a celebrarse en Emiratos Árabes Unidos, en esa competición se enfrentaron al poderoso FC Barcelona ofreciendo un digno juego a pesar de caer 3-1.
Posteriormente pudo mantener al equipo en una medianía competitiva, hasta que llegaron los problemas porcentuales, que trajeron consigo el peligro de descender nuevamente.

#### Adiós al Atlante
Para el Clausura 2014 se define el cuarto descenso atlantista ya sin estar José Antonio García Rodríguez al frente del timón deportivo del club, después del fracaso azulgrana, Alejandro Burillo como propietario del equipo, nombra oficialmente a Eduardo Braun Burillo como presidente del Atlante FC. Días después Toño García anuncia su renuncia irrevocable a cualquier puesto directivo en el club atlantista. Dejando sobre la mesa la siguiente frase: "Hubo jugadores mercenarios".
La era más polémica de Atlante FC, con caídas y éxitos deportivos en su haber (3 descensos, 1 ascenso, 2 títulos nacionales y 1 título internacional) llegaba a su fin.
Fue entrevistado a fines del 2014, en dicha entrevista, expreso que cerro su círculo en el ambiente del fútbol, a pesar de ser buscado por varios clubes, para pedirle asesorías.

### FC Politécnico
En febrero de 2016 es nombrado Presidente del equipo que representaría al Instituto Politécnico Nacional en la Segunda División del fútbol mexicano.

## Propietario de clubes
Clubes
| Club            | Periodo   |
| --------------- | --------- |
| Atlante         | 1987-1996 |
| Neza            | 1987 1988 |
| Potros Neza     | 1988 1989 |
| Queretaro       | 1990-1992 |
| Atlante UT Neza | 2009-2010 |

## Palmarés como directivo

### Títulos Nacionales
| Título                         | Equipo           |
| ------------------------------ | ---------------- |
| Segunda División 1988-89       | Potros Neza      |
| Segunda División 1990-91       | Atlante FC       |
| Primera División 1992-93       | Atlante FC       |
| Segunda División Verano 2000   | Potros Marte     |
| Segunda División Verano 2001   | Potros Zitacuaro |
| Primera División Apertura 2007 | Atlante FC       |

### Títulos Internacionales
| Título                       | Equipo     |
| ---------------------------- | ---------- |
| Liga Campeones CONCACAF 2009 | Atlante FC |